# Лока-при-Менгшу
Лока-при-Менгшу (словен. Loka pri Mengšu) — поселення в общині Менгеш, Осреднєсловенський регіон, Словенія. 
Висота над рівнем моря: 308,7 м.